# Patrilocalité
En anthropologie sociale, la résidence patrilocale ou patrilocalité, également appelée résidence virilocale ou virilocalité, est un principe de fonctionnement de certaines sociétés traditionnelles selon lequel un couple marié s'installe dans le village à proximité des parents du mari une fois le mariage contracté. Le concept de localisation peut s’étendre à une zone plus vaste, telle qu’un village, une ville ou un territoire de clan. Elle constitue une composante importante du patriarcat avec la patrilinéarité, de laquelle elle n'est cependant pas toujours concomitante.

## Néandertaliens
On prétend que cette pratique était également répandue dans certaines populations de Néandertal. Une tombe de 49 000 ans, trouvée en Espagne en 2010, contenait trois hommes liés entre eux et trois femmes sans lien de parenté, ce qui donne à penser qu'elles étaient les partenaires des hommes.
Une étude de 2011 utilisant des ratios d'isotopes de strontium dans les dents a également suggéré qu'il y a environ 2 millions d'années, parmi les groupes d'australopithèques et de Paranthropus robustus en Afrique australe, les femmes avaient tendance à s'installer plus loin de leur région de naissance que les hommes,.

## Néolithique
Les études de paléogénétique révèlent également des modèles contrastés de diversité génétique masculine et féminine au néolithique européen, suggérant un système de descendance patrilinéaire et de règles résidentielles patrilocales parmi les premiers agriculteurs,,.
Ces pratiques semblent perdurer durant le Néolithique. Ainsi, à la fin de l'âge de pierre et au début de l'âge du bronze, des familles s'établissent de manière surprenante dans le Lechtal, au sud d'Augsbourg, en Allemagne. La majorité des femmes venaient de l'extérieur de la région, probablement de Bohême ou d'Allemagne centrale, tandis que les hommes restaient généralement dans leur région de naissance. Ce modèle dit patrilocal combiné à la mobilité féminine individuelle n'est pas un phénomène temporaire, mais persiste sur une période de 800 ans lors de la transition du Néolithique au Bronze ancien,.